# Correspondent für Untersteiermark
Correspondent für Untersteiermark (sl. Poročevalec za Spodjnoštajersko) je bil časopis, ki se je preimenoval iz Marburger Zeitunga in je med letoma 1862-1865 izhajal v Mariboru. Vodil ga je tiskar Eduard Janschitz. Leta 1863 se spremeni v politični časnik, ki se je ukvarjal predvsem z naraščajočo problematiko nemške manjšine na Slovenskem. Leta 1865 časnik dobi novega urednika, ki ga preimenuje v Marburger Korrespondent (sl. Mariborski poročevalec).